# Beilen
Beilen is een esdorp in de Nederlandse provincie Drenthe; het is de hoofdplaats van de gemeente Midden-Drenthe.

## Geografie
Het dorp ligt tussen de spoorlijn Groningen - Zwolle, de autosnelweg A28, de provinciale weg N381 en het natuurgebied Terhorsterzand. Aan de oostrand van het dorp ligt station Beilen. Beilen met bijgebied Beilen telt ruim 11.000 inwoners, het dorp Beilen telt ca. 9.700 inwoners. De hele gemeente Midden-Drenthe heeft ongeveer 33.000 inwoners. Beilen ligt midden in Drenthe en wordt daarom ook wel het Hart van Drenthe genoemd.

## Geschiedenis
Uit onderzoek is gebleken dat ongeveer 20.000 jaar geleden rond Beilen al mensen woonden. In jaar 1139 wordt Beilen voor het eerst genoemd in een oorkonde ('Bele'). Door ontginningen in de vorige eeuw werden geregeld resten van oude nederzettingen en begraafplaatsen gevonden.
Op 8 augustus 1820 legde een brand een groot deel van Beilen in de as. Alleen de oude kerk (Stefanuskerk) is bewaard gebleven.
Begin oktober 1922 werd het Gesticht Beileroord geopend, een psychiatrische inrichting voor de gezinsverpleging van krankzinnigen en zwakzinnigen uit de provincies Drenthe, Friesland en Groningen. In 1924 werd dr. Murk Westerterp als eerste directeur benoemd. In 1927 waren er 177 verpleegden van wie er 139 bij gezinnen in en rond Beilen waren ondergebracht. Beileroord werd na de Tweede Wereldoorlog sterk uitgebreid en is later gefuseerd met andere zorginstellingen tot Espria. Het is nu als GGZ Drenthe een van de grootste werkgevers in Beilen.
Op 2 december 1975 werd bij Wijster een trein gekaapt door Zuid-Molukse jongeren waarna in Beilen een beleidscentrum werd ingericht (zie Treinkaping bij Wijster). De kapers schoten drie personen dood, de machinist en twee passagiers en gaven zich na bijna twee weken over.
Tot 1998 was Beilen een gemeente. Na gemeentelijke herindeling ging Beilen op in de gemeente Middenveld. De naam van deze gemeente is in 2000 gewijzigd in Midden-Drenthe. De vlag en het wapen, zoals getoond op deze pagina, zijn de voormalige gemeentevlag en -wapen.

### Goudschat van Beilen
In 1955 werd in Beilen een belangrijke archeologische vondst gedaan, een goudschat uit omstreeks 400, bestaande uit een armband, torques en 22 Romeinse gouden munten, zogenaamde solidi. Het was de rijkste schat uit de Drentse bodem. De vinders waren de heren Beuving en Barkhof. De vondst is in het Drents Museum in Assen te bezichtigen.

## Economie
Twee grote werkgevers in Beilen zijn de melkpoederfabriek DOMO en het distributiecentrum van Jumbo. Daarnaast zijn er drie bedrijventerreinen: de Zuidmaten, de Ossebroeken en de Hanekampen. 

## Cultuur
- Muziekvereniging AMDG
- Beiler Harmonie Orkest
- Huus van de Taol
- Stichting Beleef Beilen
- werkgroep Stefanuskerk Kunst en Cultuur
- Historische Vereniging Gemeente Beilen
- Werkgroep wandelen Rondje Beilen

## Sport
- Voetbalclub VV Beilen
- Voetbalclub CVV Fit Boys
- Zwemvereniging Z&PC De Spatters
- Handbalvereniging HV Beilen
- Volleybalvereniging Smash Beilen
- Korfbalvereniging Vitesse
- Judovereniging Tachi Beilen
- Paardensportvereniging de Stroomruiters
- ATB Beilen
- Scouting vereniging Beyloo ter Horst
- Tennisvereniging Smalhorst
- Taekwondovereniging KWON
- Beiler Bridge Kring

## Bekende inwoners

### Geboren
- Gerard Slotemaker de Bruine (1899-1976), bedrijfsmedewerker, ambtenaar, verzetsstrijder en politicus
- Jan Egberts Eleveld (1900-1936), wethouder
- Jan de Groote (1911-1989), landbouwer en politicus
- Roel Reijntjes (1923-2003), schrijver en dichter
- Henk Koning (1933-2016), belastingambtenaar en politicus
- Herman Vos (1942-2020), politicus
- Sies Wever (1947-2018), voetballer
- Ab Gritter (1949-2008), voetballer
- Albert Geertjes (1951), kunstenaar, vormgever en meubelmaker
- Fenna Bolding (1958), politica
- Janke Dekker (1963), (musical)actrice en tv-presentatrice
- Silvester Zwaneveld (1969), cabaretier
- Adelinde Cornelissen (1979), paardrijdster
- Laura Dijkema (1990), volleybalster
- Fleur Meinders (2001), volleybalster

### Woonachtig
- Nico Viëtor (1911-1945), politieman en verzetsstrijder
- Dieuwke Winsemius (1916-2013), schrijver